# ALL OF YOU (杏里の曲)
「ALL OF YOU」（オール・オブ・ユー）は、杏里30枚目のシングル。1994年6月17日に発売。発売元はフォーライフ・レコード。

## 解説
「ALL OF YOU」は1986年のアルバム『MYSTIQUE』が初出であるが、この時点ではシングルカットされなかった。アルバム内の曲であったが人気が高く、1987年のセルフカバーアルバム『meditation』にも収録されている。その後1994年に江崎グリコが協賛する水中ミュージカル・グリコスペシャル「シレラ」のイメージソングとして起用されることになりシングル化され、歌詞を一部変更、アレンジもほぼ全面的に変更している。杏里は後年ベストアルバムやセルフカバーアルバムを多数出しているが、「ALL OF YOU」はシングル版が収録されることが多いものの、当初版が収録されている場合もある、
舞台『シレラ・人魚伝説』のイメージソングに使用。
c/wの「Voice of my heart」は、1991年のアルバム『NEUTRAL』およびシングル「Back to the BASIC」にも収録しているが、デュエットのパートナーをピーボ・ブライソンへと変更して新たにレコーディングされた。

## 収録曲
作曲：ANRI 編曲：DEREK NAKAMOTO・Strings：SUZIE KATAYAMA
1. ALL OF YOU
  - 作詞：吉元由美

グリコスペシャル「シレラ」イメージソング
2. Voice of my heart
  - 作詞：LINDA HENNRICK
3. ALL OF YOU［ORIGINAL KARAOKE]

## 関連作品
- MYSTIQUE - 初出。変更前の歌詞で収録。
- meditation - 変更前の歌詞で収録。
- 16th Summer Breeze - 変更後の歌詞で収録。
- Anri The Best - 変更前の歌詞で収録。
- R134 OCEAN DeLIGHTS - 変更後の歌詞で収録。
- a day in the summer The Best from "16th Summer Breeze" and "OPUS 21" - 変更後の歌詞で収録。